# Skíðaríma
Skíðaríma es una rima islandesa heroico-humorística, fechada en torno al año 1400, de autoría anónima.
El héroe es un audaz e inventivo indigente llamado Skíði, quien aparentemente es también una figura histórica. También se basa en un acontecimiento real que había soñado en 1195, y ese sueño es la materia prima para Skíðaríma. Skíði sueña que el dios Óðinn envía a Þórr para traer a Skíði para negociar la paz entre Hedin y Högni ya que su incesante guerra sobre Hildr amenaza con destruir Valhalla. Skíði logra la paz pidiendo casarse con Hildr y encontrándola complaciente.
No obstante, como Skíði no podía parar de mencionar la palabra Dios delante de los Æsir, y finalmente se santigua con la señal cristiana de la cruz, Heimdal le golpea en la boca con el Gjallarhorn. Algunos de los Einherjar se unen a Skíði, mientras que otros se le enfrentan. Sigue la historia con una gran batalla llena de grandes hechos heroicos, algunos de la mano del patético indigente, hasta que finalmente Sigurðr el dragón asesino lo lanza a través de un portal y Skíði despierta dolorido en una granja de Islandia.
La imagen del rastrero, avaricioso e impúdico indigente está considerado como muy gracioso, y el poema está lleno de humor.